# ویلبور تامپسون
ویلبور تامپسون (انگلیسی: Wilbur Thompson؛ ۶ آوریل ۱۹۲۱ – ۲۵ دسامبر ۲۰۱۳) پرتاب‌گر وزنه اهل ایالات متحده آمریکا بود.
وی در مسابقات کشوری و بین‌المللی در مجموع برندهٔ ۱ مدال طلا شده‌است.